# Vulchovce-Lazy
Vulchovce-Lazy, ukrajinsky Вільхівці-Лази, rusínsky Ольховци-Лазы, maďarsky Irhóc-Lázi, jsou obec ve Vulchovské vesnické komunitě, v okrese Ťačiv, v Zakarpatské oblasti na Ukrajině. Osadou této obce je vesnice Rakove. V roce 2025 zde žilo 3215 obyvatel; v celé obci pak 4183 obyvatel.

## Historie
Do uzavření Trianonské smlouvy byla obec součástí Uherska, poté byla součástí Československa. Od 15. dubna 1939 byla obec součástí samostatného státu Karpatská Ukrajina; o několik dní později bylo Zakarpatí obsazeno maďarskými vojsky. Od roku 1945 obec patřila k Ukrajinské sovětské socialistické republice, která byla součástí SSSR, a nakonec od roku 1991 patří samostatné Ukrajině.